# Sceloporus anahuacus
Sceloporus anahuacus är en ödleart som beskrevs av  Lara-gongora 1983. Sceloporus anahuacus ingår i släktet Sceloporus och familjen Phrynosomatidae. IUCN kategoriserar arten globalt som livskraftig. Inga underarter finns listade i Catalogue of Life.